# Montrabé
Montrabé is een gemeente in het Franse departement Haute-Garonne (regio Occitanie). De plaats maakt deel uit van het arrondissement Toulouse. Montrabé telde op 1 januari 2022 4.322 inwoners.

## Geografie
De oppervlakte van Montrabé bedroeg op 1 januari 2022 5,23 vierkante kilometer; de bevolkingsdichtheid was toen 826,4 inwoners per km².

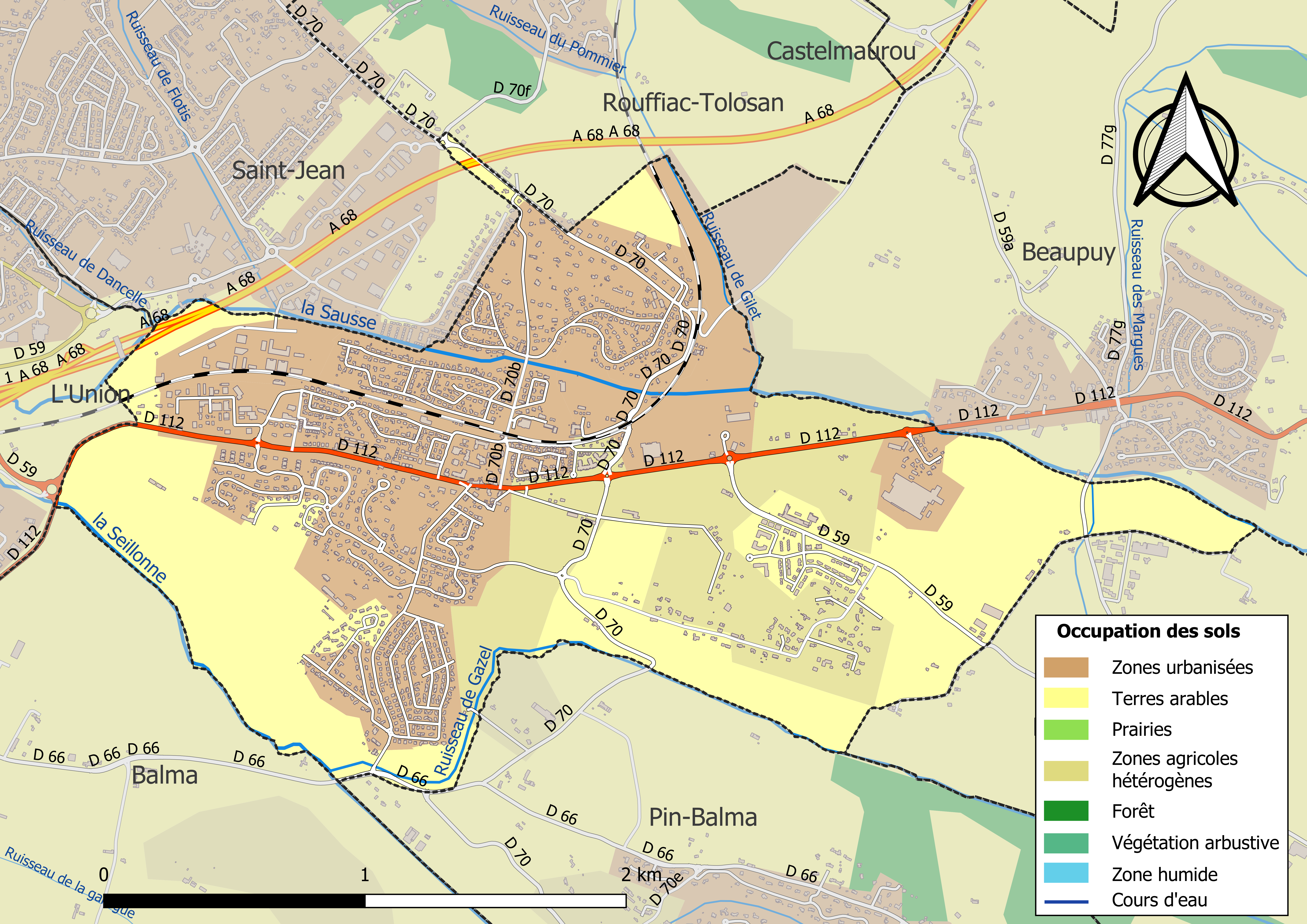
Kaart van de gemeente met belangrijkste infrastructuur, bodemgebruik en omliggende gemeenten

## Demografie
Onderstaande figuur toont het verloop van het inwonertal (bron: INSEE-tellingen).

## Geboren in Montrabé
- Auguste Belloc (1800-1867), fotograaf